# Austin (priimek)
Austin je priimek več znanih oseb:
- Alfred Austin (1835—1913), angleški pesnik
- Gene Austin (1900—1972), ameriški pevec
- Herbert Austin (1866—1941), angleški inženir
- Henry Wilfred Austin (1906—2000), angleški teniški igralec
- Jake T. Austin (*1994), ameriški igralec
- John Langshaw Austin (1911—1960), angleški filozof in jezikoslovec
- Karen Austin (*1955), ameriška igralka
- Lloyd James Austin III. (*1953), ameriški general
- Mary Austin (1868—1934), ameriška književnica
- Ray Austin (*1932), ameriški igralec in režiser
- Tracy Austin (*1962), ameriška teniška igralka